# Овуляція

Процеси в яєчнику протягом менструального циклу:
1 Менструація
2 Зріючий фолікул яєчника
3 Граафів фолікул
4 Овуляція
5 Жовте тіло
6 Жовте тіло припиняє функціонувати

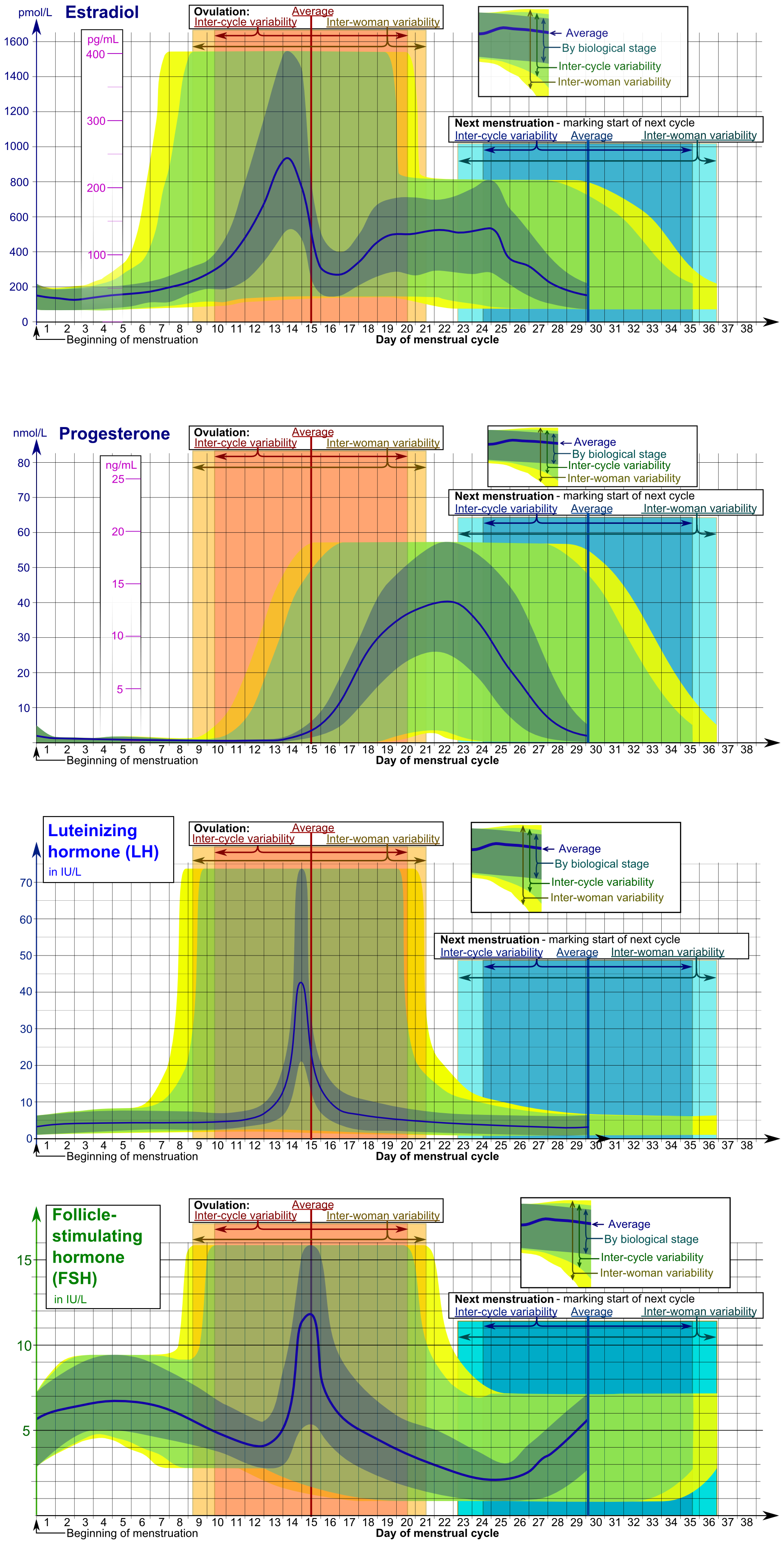
Зміни рівня естрадіолу, прогестерону, ЛГ та ФСГ впродовж менструального циклу та зокрема під час овуляції

Овуля́ція (англ. Ovulation) — вихід яйцеклітини з яєчника в порожнину тіла в результаті розриву зрілого фолікула яєчника. З порожнини тіла яйцеклітина потрапляє до яйцеводу (який у жінок називається фаллопієвими трубами), де відбувається (або ні) запліднення. В середньому овуляція настає на 14-й день менструального циклу (при 28-денному циклі), однак відхилення часті та певною мірою є нормальними. Фертильною є фаза в кілька днів до і після моменту овуляції.

## Механізм
Овуляція у жінки відбувається за 14 днів до початку менструального циклу (при 28-денному циклі це відбувається на 14-й день, однак відхилення від середнього часто спостерігається і певною мірою є нормальним). Сам процес виходу яйцеклітини з фолікула займає не більш ніж годину, після чого, потрапивши в лійку фаллопієвої труби, яйцеклітина зберігає здатність бути заплідненою приблизно протягом однієї доби. Об'єктивно жінка не здатна відчути момент овуляції, оскільки до фолікула не підходять сенсорні нервові закінчення. Період часу, протягом якого висока ймовірність овуляції, називають овуляторним періодом. Овуляторний період не має точної тривалості, різні дослідники вказують різну тривалість періоду овуляції — це залежить від методів визначення овуляції. У медичних установах поширені такі методи визначення овуляції: ультразвукова діагностика фолікулів яєчника, визначення концентрації лютеїнізуючого гормону в крові. У домашніх умовах використовують тест на сечу для визначення концентрації лютеїнізуючого гормону, а також температурний метод, спрощено про період овуляції судять за календарним методом. Зачаття відбувається під час овуляції. У цей період жінка часто відчуває підвищений статевий потяг.
Процес овуляції керується гіпоталамусом шляхом регуляції виділення гормонів (за допомогою гонадотропін-рилізинг гормону), які секретуються передньою часткою гіпофіза: лютеїнізуючий гормон (ЛГ) і Фолікулостимулюючий гормон (ФСГ). У фолікулярну (передовуляторну) фазу менструального циклу фолікул яєчника зазнає ряду трансформацій під впливом ФСГ. При досягненні фолікулом певного розміру і функціональної активності, під впливом естрогенів формується овуляторний пік ЛГ, який запускає «дозрівання» яйцеклітини (перший поділ мейозу). Після дозрівання у фолікулі формується розрив, через який яйцеклітина покидає фолікул. Між овуляторним піком ЛГ і овуляцією проходить близько 36-48 годин.
Впродовж постовуляторної фази (фази жовтого тіла) яйцеклітина зазвичай рухається фаллопієвою трубою в напрямку матки. Якщо відбулося запліднення, то на 3-4 день ембріон потрапляє в порожнину матки та імплантується. Якщо запліднення не відбулося, яйцеклітина гине у фаллопієвій трубі впродовж 24 годин.

### Лютеїнова фаза
Фолікул досягає кінця свого життєвого циклу. Без яйцеклітини фолікул згинається всередину і перетворюється на жовте тіло (лат. corpora lutea), стероїдогенне скупчення клітин, яке виробляє естроген і прогестерон. Ці гормони стимулюють ендометріальні залози до початку виробництва проліферативного ендометрію, а згодом і секреторного ендометрію, який стає місцем розвитку ембріона у разі імплантації. Дія прогестерону підвищує базальну температуру тіла на одну четверту до половини градуса Цельсія (половину до одного градуса за Фаренгейтом). Жовте тіло продовжує цю паракринову дію до кінця менструального циклу, підтримуючи ендометрій, а потім розпадається на рубцеву тканину під час менструації.

## Визначення дня овуляції
Тривалість менструального циклу сама по собі не є надійним джерелом інформації про день настання овуляції. Хоча зазвичай при коротшому циклі овуляція настає раніше, а при тривалішому — пізніше, тривалість фази жовтого тіла у різних жінок може розрізнятися на тиждень і більше.
Визначення сплеску концентрації лютеїнізуючого гормону лежить в основі методики визначення моменту настання овуляції у жінок. Впродовж декількох днів перед передбачуваною овуляцією спеціалізованою тест-системою щоденно визначають рівень ЛГ в сечі. Позитивний результат тесту свідчить, що овуляція відбудеться в найближчі 24-48 годин. Жінки, які планують зачаття, можуть оцінити сприятливий час для незахищеного сексу. Оскільки в середовищі жіночого організму сперматозоїди залишаються життєздатними протягом кількох днів, подібні тести не рекомендується застосовувати для потреб контрацепції.
Графік базальної температури відображає температурний ефект прогестерону й побічно дозволяє визначити факт і день настання овуляції.

## Розлади
Порушення овуляції, також відомі як «овуляторні розлади», класифікуються як порушення менструального циклу і включають олігоовуляцію (нечасті або нерегулярні овуляції) та ановуляцію (відсутність овуляції): 
- Олігоовуляція — нечаста або нерегулярна овуляція (зазвичай визначається як цикли тривалістю більш ніж 36 днів або менш ніж 8 циклів на рік)
- Ановуляція — відсутність овуляції, коли вона зазвичай очікується (у жінок після менархічного, передменопаузального періоду). Ановуляція зазвичай проявляється нерегулярністю менструального циклу, тобто непередбачуваною мінливістю інтервалів, тривалості або кровотеч. Ановуляція також може спричинити припинення менструацій (вторинна аменорея) або надмірну кровотечу (дисфункціональні маткові кровотечі).

Всесвітня організація охорони здоров'я (ВООЗ) розробила наступну класифікацію порушень овуляції:
- Група ВООЗ I: Порушення гіпоталамо-гіпофізарно-гонадної вісі
- II група ВООЗ: дисфункція гіпоталамо-гіпофізарно-гонадної осі. Група II ВООЗ є найпоширенішою причиною овуляторних розладів, а найпоширенішим причинним фактором є синдром полікістозних яєчників (СПКЯ)[4]. III група ВООЗ: Яєчникова недостатність
- IV група ВООЗ: Гіперпролактинемія

Порушення менструального циклу часто може свідчити про порушення овуляції.

## Ановуляція
Менструальний цикл, який характеризується відсутністю виходу яйцеклітини з яєчника, називається ановуляцією. Ановуляція є однією з найчастіших причин ендокринного безпліддя. Однією з частих причин олігоовуляції (аномально рідкісної овуляції) та ановуляції є синдром полікістозних яєчників.

## Індукція овуляції
Індукція овуляції є перспективною допоміжною репродуктивною технологією для пацієнтів з такими станами, як синдром полікістозних яєчників (СПКЯ) та олігоменорея. Вона також використовується при екстракорпоральному заплідненні для дозрівання фолікулів перед вилученням яйцеклітин. Зазвичай стимуляція яєчників використовується в поєднанні з індукцією овуляції для стимуляції утворення декількох ооцитів. Деякі джерела включають індукцію овуляції у визначення стимуляції яєчників.
Низька доза хоріонічного гонадотропіну людини (ХГЛ) може бути введена після завершення стимуляції яєчників. Овуляція відбудеться між 24 і 36 годинами після ін'єкції ХГЛ.
На відміну від цього, індукована овуляція у деяких видів тварин відбувається природним шляхом, овуляція може бути стимульована коїтусом.

## Пригнічення овуляції
Комбіновані гормональні контрацептиви пригнічують розвиток фолікулів у фолікулярній фазі і запобігають овуляції. Термін «доза для пригнічення овуляції» (OID, ovulation-inhibiting dose) щодо естрогену або прогестогену відноситься до дози, необхідної для постійного пригнічення овуляції у жінок. Пригнічення овуляції є антигонадотропною дією, яка здійснюється через пригнічення секреції гонадотропінів (ЛГ та ФСГ) із гіпофіза.
У допоміжних репродуктивних технологіях, включаючи екстракорпоральне запліднення, цикли, де планується трансвагінальне вилучення яйцеклітин, зазвичай вимагають пригнічення овуляції, оскільки практично неможливо забрати яйцеклітини після овуляції. Для цієї мети овуляція може бути пригнічена за допомогою агоніста ГнРГ або антагоніста ГнРГ, залежно від використаного протоколу.